# Yannick Noah

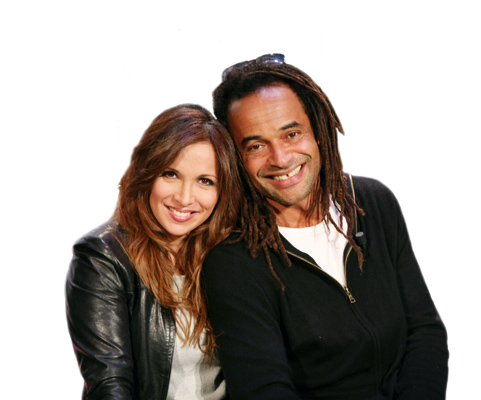
Noah con Helene Segara

Yannick Noah es un extenista profesional y cantante francés, nacido el 18 de mayo de 1960, en Sedán, Ardenas. Su más importante victoria fue el triunfo en la final masculina de Roland Garros en 1983. Es el único francés ganador de un Grand Slam en los últimos 77 años (1947-Actualidad) y uno de los 3 en los últimos 92 (1932-Actualidad). Del mismo modo es el único hombre local en ganar Roland Garros en las últimas 77 ediciones.
Su padre, Zacharie, fue un futbolista camerunés. Su hijo Joakim Noah, de 2,11 m de altura, es exjugador de la NBA.

## Torneos de Grand Slam

### Campeón Individuales (1)
| Año  | Torneo        | Oponente en la final | Resultado   |
| 1983 | Roland Garros | Mats Wilander        | 6-2 7-5 7-6 |

### Campeón Dobles (1)
| Año  | Torneo        | Pareja        | Oponentes en la final   | Resultado           |
| 1984 | Roland Garros | Henri Leconte | Pavel Slozil Tomáš Šmíd | 6-4 2-6 3-6 6-3 6-2 |

### Finalista en Dobles (2)
| Año  | Torneo        | Pareja        | Oponentes en la final       | Resultado           |
| 1985 | US Open       | Henri Leconte | Ken Flach Robert Seguso     | 7-6 6-7 6-7 0-6     |
| 1987 | Roland Garros | Guy Forget    | Anders Järryd Robert Seguso | 7-6 7-6 3-6 4-6 2-6 |

### Campeón Dobles Mixto (1)
| Año  | Torneo        | Pareja       | Oponentes en la final      | Resultado |
| 1977 | Roland Garros | Mary Carillo | Florenta Mihai Iván Molina | 7-6 6-3   |

## Títulos (39)

### Individuales (23)
| Leyenda                |
| Grand Slam (1)         |
| Tennis Masters Cup (0) |
| ATP Tour (22)          |

| N.º | Fecha                    | Torneo         | Superficie    | Oponente en la final | Resultado           |
| --- | ------------------------ | -------------- | ------------- | -------------------- | ------------------- |
| 1.  | 20 de noviembre de 1978  | Manila         | Tierra batida | Peter Feigl          | 7-6 6-0             |
| 2.  | 4 de diciembre de 1978   | Calcuta        | Tierra batida | Pascal Portes        | 6-3 6-2             |
| 3.  | 19 de marzo de 1979      | Nancy          | Dura          | Jean-Louis Haillet   | 6-2 5-7 6-1 7-5     |
| 4.  | 24 de septiembre de 1979 | Madrid         | Tierra batida | Manuel Orantes       | 6-3 6-7 6-3 6-2     |
| 5.  | 1 de octubre de 1979     | Burdeos        | Tierra batida | Harold Solomon       | 6-0 6-7 6-1 1-6 6-4 |
| 6.  | 2 de febrero de 1981     | Richmond WCT   | Moqueta       | Ivan Lendl           | 6-1 3-1 retiro      |
| 7.  | 6 de abril de 1981       | Niza           | Tierra batida | Mario Martínez       | 6-4 6-2             |
| 8.  | 15 de febrero de 1982    | La Quinta      | Dura          | Ivan Lendl           | 6-3 2-6 7-5         |
| 9.  | 26 de julio de 1982      | South Orange   | Tierra batida | Raúl Ramírez         | 6-3 7-6             |
| 10. | 11 de octubre de 1982    | Basilea        | Dura          | Mats Wilander        | 6-4 6-2 6-3         |
| 11. | 6 de noviembre de 1982   | Toulouse       | Dura          | Tomáš Šmíd           | 6-3 6-2             |
| 12. | 25 de abril de 1983      | Madrid         | Tierra batida | Henrik Sundstrom     | 3-6 6-0 6-2 6-4     |
| 13. | 9 de mayo de 1983        | Hamburgo       | Tierra batida | José Higueras        | 3-6 7-5 6-2 6-0     |
| 14. | 23 de mayo de 1983       | Roland Garros  | Tierra batida | Mats Wilander        | 6-2 7-5 7-6         |
| 15. | 13 de mayo de 1985       | Roma           | Tierra batida | Miloslav Mecir       | 6-3 3-6 6-2 7-6     |
| 16. | 15 de julio de 1985      | Washington     | Tierra batida | Martín Jaite         | 6-4 6-3             |
| 17. | 7 de octubre de 1985     | Toulouse       | Dura          | Tomáš Šmíd           | 6-4 6-4             |
| 18. | 5 de mayo de 1986        | Forest Hills   | Tierra batida | Guillermo Vilas      | 7-6 6-0             |
| 19. | 10 de noviembre de 1986  | Wembley        | Moqueta       | Jonas Svensson       | 6-2 6-3 6-7 4-6 7-5 |
| 20. | 2 de febrero de 1987     | Lyon           | Moqueta       | Joakim Nystrom       | 6-4 7-5             |
| 21. | 5 de octubre de 1987     | Basilea        | Dura          | Ronald Agenor        | 7-6 6-4 6-4         |
| 22. | 15 de febrero de 1988    | Milán          | Moqueta       | Jimmy Connors        | 4-4 retiro          |
| 23. | 8 de enero de 1990       | Sydney Outdoor | Dura          | Carl-Uwe Steeb       | 5-7 6-3 6-4         |

### Finalista en individuales (13)
- 1978: Niza (pierde ante José Higueras)
- 1980: Roma (pierde ante Guillermo Vilas)
- 1981: Gstaad (pierde ante Wojtek Fibak)
- 1982: Niza (pierde ante Balazs Taroczy)
- 1983: Lisboa (pierde ante Mats Wilander)
- 1984: La Quinta (pierde ante Jimmy Connors)
- 1985: Memphis (pierde ante Stefan Edberg)
- 1985: Basilea (pierde ante Stefan Edberg)
- 1986: La Quinta (pierde ante Joakim Nystrom)
- 1986: Monte Carlo (pierde ante Joakim Nystrom)
- 1986: Basilea (pierde ante Stefan Edberg)
- 1987: Forest Hills (pierde ante Andrés Gómez)
- 1989: Indian Wells (pierde ante Miloslav Mecir)

## Carrera musical
Desde principios de los años 1990 se dedica a la música y ha publicado siete álbumes de éxito:
- Black and What (1991)
- Urban Tribu (1993)
- ZamZam (1998)
- Yannick Noah (2000)
- Live 2002 (2002)
- Pokhara (2003)
- Métisse(s) (2005) (Con la canción Je suis metisse, cantada en Pàlcam)
- Frontières (2010)